# Historisches Museum Bayreuth

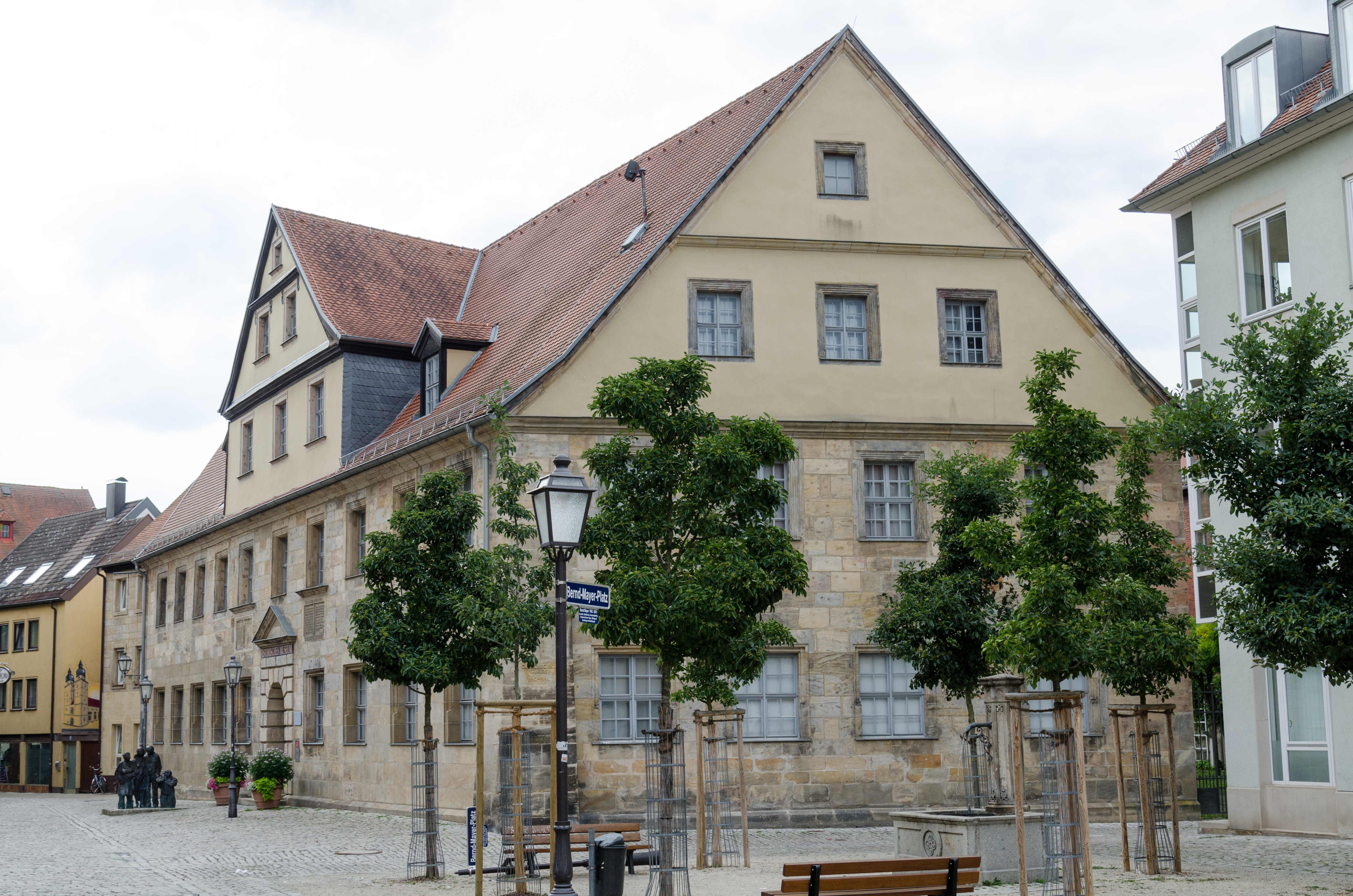
Historisches Museum Bayreuth im Gebäude der alten Lateinschule

Das Historische Museum Bayreuth, zunächst „Stadtmuseum“ genannt, ist das älteste Museum der oberfränkischen Stadt Bayreuth. Es hat eine wechselvolle Geschichte, deren Ziel, die Bewahrung und Öffentlich-Machung von örtlichem und regionalem Kulturgut durch kulturinteressierte Bürger in Zusammenarbeit mit der Stadtverwaltung getragen wurde. 1997 wurde es mit dem Bayerischen Museumspreis ausgezeichnet.

## Geschichte

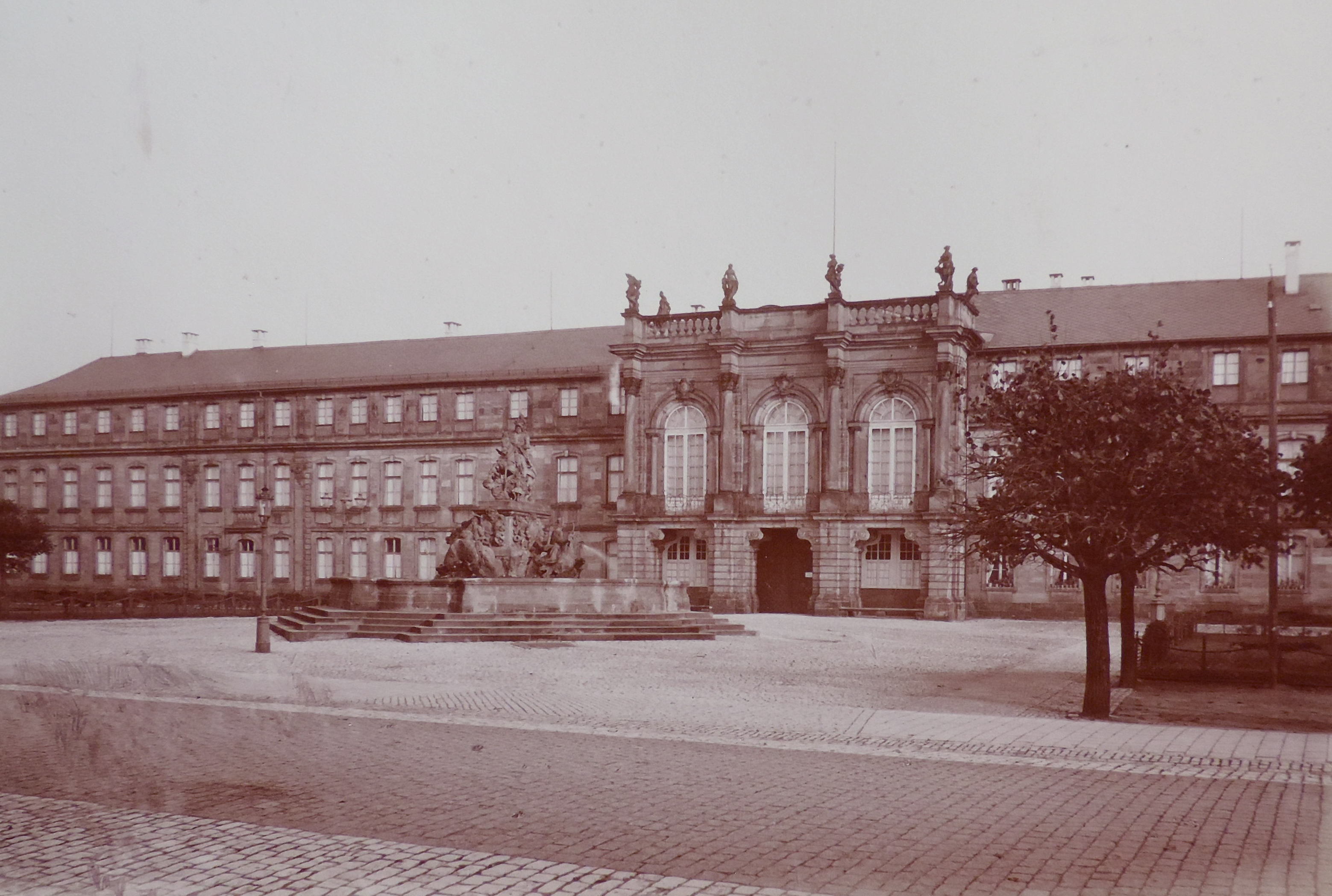
Neues Schloss (um 1910)

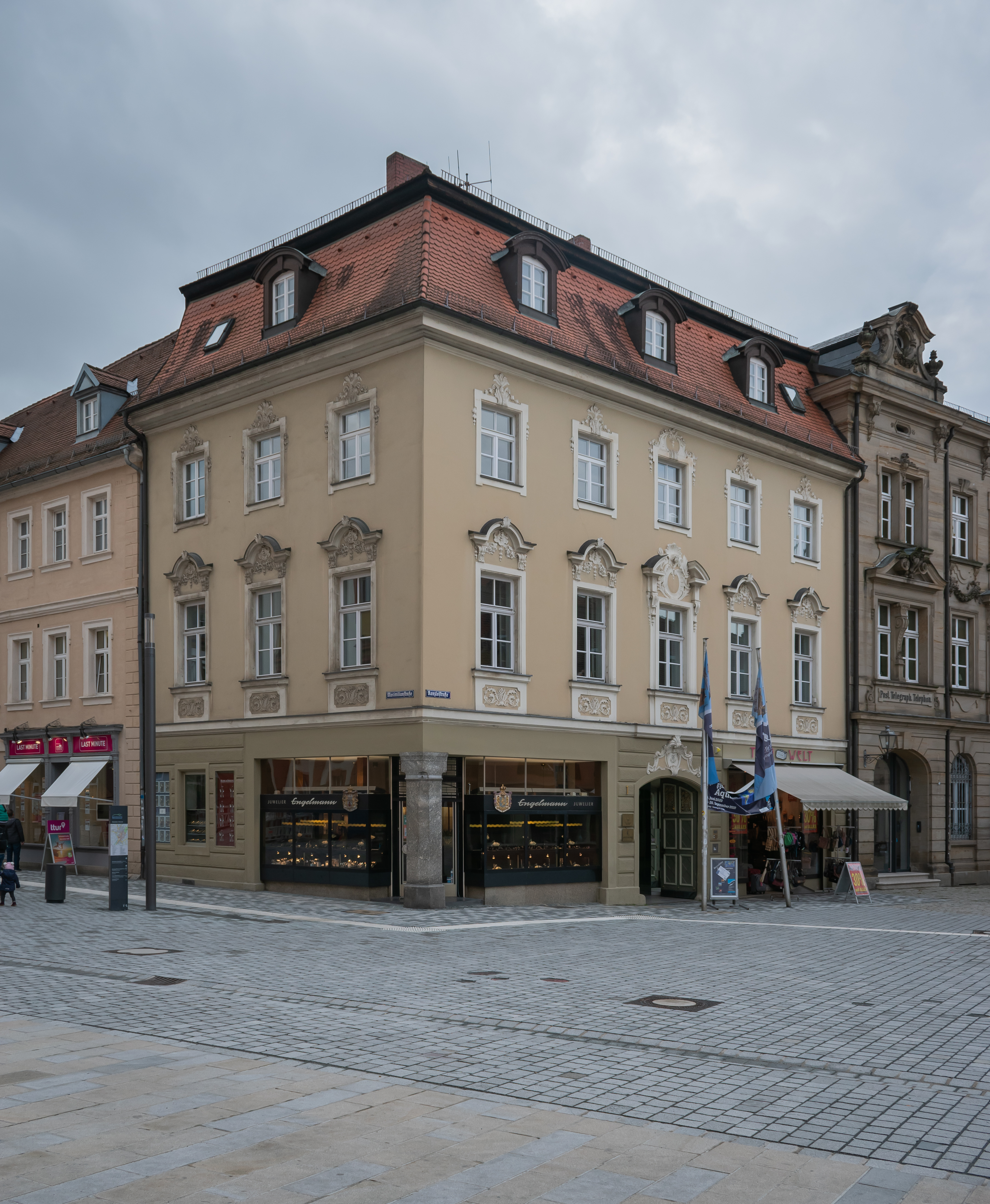
Lüchauhaus Kanzleistraße 1

Der Gründung des Historischen Museums Bayreuth liegt ein Sitzungsprotokoll des „Magistrats der königlichen Kreishauptstadt Bayreuth“ vom 5. Dezember 1894 zu Grunde. Diesem war eine Denkschrift Bayreuther Bürger und Vereine vorausgegangen. Es wurde ein Museumsfonds eingerichtet und Nachlässe und Schenkungen ließen die historischen Bestände, für die 1912 ein Depot eingerichtet wurde, wachsen; ab 1924 wurden die Schätze in Räumen des Neuen Schlosses öffentlich zugänglich gemacht.
Der Zweite Weltkrieg sowie Plünderungen nach Kriegsende 1945 verursachten unwiederbringliche Verluste. 1960 konnte das Museum im Ostflügel des Neuen Schlosses unter Betreuung des Architekten Hermann Rothenbücher wiedereröffnet werden. Ab 1964 präsentierte Bibliothekar Wilhelm Müller das historische Material neu, danach ab 1981 die Historikerin Sylvia Habermann, beide hatten nacheinander auch die Leitung des Stadtarchivs inne. Unter Sylvia Habermann dann wurde das Museum bis 2017 durch weitere Errungenschaften erweitert. Dazu gehört die bedeutende Otto Burkhardt-Privatsammlung (Dauerleihgabe) von Fayencen der 1715 in Sankt Georgen, seit 1811 ein Stadtteil Bayreuths, gegründeten Porzellan-Manufaktur.
Über die Jahre hatte sich immer wieder gezeigt, dass die historischen Schätze noch unzulänglich bzw. vieles nur im Depot untergebracht war. Deshalb wurde Ende 1984 ein Verein der „Freunde des Stadtmuseums gegründet“ (später dann „Freunde des Historischen Museums“), der bald rund 600 Mitglieder hatte. Als der Bayreuther Stadtrat beschloss, die Räumlichkeiten der Alten Lateinschule neben der Stadtkirche für die endgültige Unterbringung in den Blick zu nehmen, zog das Museum zwischenzeitlich in das Lüchauhaus in der Kanzleistraße. Bis November 1988 als Feuerwache genutzt, musste das alte historische Gebäude der Lateinschule, aus der noch zwei bronzene Schreibgriffel aus dem 12./14. Jahrhundert zur Ausstellung gehören, umfangreich renoviert werden. Am 27. Juni 1996 war es dann so weit; das Museum wurde dort unter der Leitung von Sylvia Habermann eröffnet und in 34 Ausstellungsräumen auf 1200 Quadratmetern innerhalb dreier Stockwerke konnten nun vielseitige Aspekte der über 800-jährigen Bayreuther Stadtgeschichte, darunter der bedeutende Teil zur Brandenburger Markgrafengeschichte dargestellt werden.
Bereits ein Jahr nach Neueröffnung erhielt das (nun:) „Historische“ Museum Bayreuth den Bayerischen Museumspreis (1997). Sylvia Habermann arbeitete in den Folgejahren „in über 90 Sonderausstellungen den Bestand sukzessive auf und machte ihn den Besuchern aus verschiedenen Blickwinkeln zugänglich“ (M. Ruppert).
Inzwischen haben die Räumlichkeiten und ihr Inhalt weiteren Zuwachs erhalten.

## Ausstellung
Im Erdgeschoss des Museums wird die Geschichte und Entwicklung Bayreuths vom späten Mittelalter bis ins 20. Jahrhundert gezeigt, dazu gibt es ein Modell der Stadt, wie sie im Jahr 1763 aussah. Der erste Stock widmet sich der Kunst- und Kulturgeschichte der Markgrafenzeit des 17. und 18. Jahrhunderts, wozu z. B. eine kunstvoll verzierte Sänfte aus dem 18. Jahrhundert gehört. Neben der Fayence-Sammlung (s. o.) sind in den oberen Stockwerken das Kunsthandwerk in Bayreuth und Umgebung, Erzeugnissen der Glashütten des Fichtelgebirges und der Steinzeugtöpfer aus Creußen sowie Malerei, Handwerk und frühe Industrieprodukte aus der Biedermeierzeit und dem späten 19. Jahrhundert ausgestellt. Dazu gehören Musikinstrumente wie ein Clavichord von Christian Gottlob Hubert (1756) oder eine 7-klappige Querflöte aus Ahornholz des Bayreuther Instrumentenbauers Johann Simon Stengel (~1830).
Als besondere Rarität sind das Selbstbildnis des Hofmalers Heinrich Bollandt (1578–1653) und seine Bildnisse der Markgrafenfamilie des 17. Jahrhunderts – Dauerleihgaben der historischen Kanzleibibliothek in der Universität Bayreuth – zu sehen.

## Zusätzliche Aktivitäten
- Im Rahmen des Museums werden historische Stadtführungen veranstaltet sowie
- Aktivitäten auf dem Gebiet der Museumspädagogik

Zurzeit (2022) ist das Museumsgebäude wegen Renovierung geschlossen.